# Unterseeboot 1209
L'Unterseeboot 1209 ou U-1209 est un sous-marin allemand (U-Boot) de type VIIC utilisé par la Kriegsmarine pendant la Seconde Guerre mondiale.
Le sous-marin est commandé le 2 avril 1942 à Danzig (Schichau-Werke), sa quille posée le 14 juillet 1943, il est lancé le 9 février 1944 et mis en service le 13 avril 1944, sous le commandement de l'Oberleutnant zur See Ewald Hüsenbeck.
L'U-1209 n'endommage ni ne coule aucun navire au cours de l'unique patrouille (32 jours en mer) qu'il effectue.
Il est sabordé dans la Manche, en décembre 1944.

## Conception
Unterseeboot type VII, l'U-1209 avait un déplacement de 769 tonnes en surface et 871 tonnes en plongée. Il avait une longueur totale de 67,10 m, un maître-bau de 6,20 m, une hauteur de 9,60 m, un tirant d'eau de 4,74 m et un tirant d'air de 4,86 m. Le sous-marin était propulsé par deux hélices de 1,23 m, deux moteurs diesel Germaniawerft M6V 40/46 de 6 cylindres en ligne de 1 400 ch à 470 tr/min, produisant un total de 2 060 à 2 350 kW en surface et de deux moteurs électriques Allgemeine Elektricitäts-Gesellschaft 460/8-276 de 375 ch à 295 tr/min, produisant un total 550 kW, en plongée. Le sous-marin avait une vitesse en surface de 17,7 nœuds (32,8 km/h) et une vitesse de 7,6 nœuds (14,1 km/h) en plongée. Immergé, il avait un rayon d'action de 93 nautiques (150 km) à 4 nœuds (7,4 km/h; 4,6 milles par heure) et pouvait atteindre une profondeur de 230 m. En surface son rayon d'action était de 9 426 nautiques (soit 15 170 km) à 10 nœuds (19 km/h).
L'U-1209 était équipé de cinq tubes lance-torpilles de 53,3 cm (quatre montés à l'avant et un à l'arrière) et embarquait quatorze torpilles. Il était équipé d'un canon de 8,8 cm SK C/35 (220 coups), d'un canon de 20 mm Flak C30 en affût antiaérien et d'un canon 37 mm Flak M/42 qui tire à 15 350 mètres avec une cadence théorique de 50 coups par minute. Il pouvait transporter 26 mines Torpedomine A ou 39 mines Torpedomine B. Son équipage comprenait 4 officiers et 44 à 56 sous-mariniers.

## Historique
Il effectue son temps d'entraînement initial à la 8. Unterseebootsflottille à Danzig jusqu'au 31 octobre 1944, puis rejoint son unité de combat dans la 11. Unterseebootsflottille, basée à Bergen.
Sa première patrouille est précédée d'un court trajet de Kiel à Horten, Kristiansand puis à Farsund. Elle commence le 26 novembre 1944 au départ de Farsund pour les eaux côtières britanniques. 
L'U-1209 est sabordé par son équipage le 18 décembre 1944 dans la Manche, à l'est des îles Scilly, à la position 49° 57′ N, 5° 47′ O, après s'être échoué contre le phare de Wolf Rock, à la suite d'une erreur de navigation.
Neuf membres d'équipage (dont le Commandant) meurent dans cet accident, les 44 survivants sont secourus par le navire de patrouille britannique RML 542.

## Affectations
- 8. Unterseebootsflottille du 13 avril 1944 au 31 octobre 1944 (Période de formation).
- 11. Unterseebootsflottille du 1er novembre 1944 au 18 décembre 1944 (Unité combattante).

## Commandement
- Oberleutnant zur See Ewald Hülsenbeck du 13 avril 1944 au 18 décembre 1944.

## Patrouilles
|       | Commandant             | Départ           | Départ       | Arrivée          | Arrivée      | Jours    | Succès |
| ----- | ---------------------- | ---------------- | ------------ | ---------------- | ------------ | -------- | ------ |
|       | Oblt. Ewald Hülsenbeck | 14 novembre 1944 | Kiel         | 17 novembre 1944 | Horten       | 4 jours  |        |
|       | Oblt. Ewald Hülsenbeck | 22 novembre 1944 | Horten       | 23 novembre 1944 | Kristiansand | 2 jours  |        |
|       | Oblt. Ewald Hülsenbeck | 23 novembre 1944 | Kristiansand | 25 novembre 1944 | Farsund      | 3 jours  |        |
| 1     | Oblt. Ewald Hülsenbeck | 26 novembre 1944 | Farsund      | 18 décembre 1944 | Sabordé      | 23 jours |        |
| Total | Total                  | Total            | Total        | Total            | Total        | 32 jours | 0 t    |

Note : Oblt. = Oberleutnant zur See